# 735
Cette page concerne l'année 735  du calendrier julien. Pour l'année 735 av. J.-C., voir 735 av. J.-C.
L'année 735 est une année commune qui commence un samedi.

## Événements
- Sou-lou, Kaghan des Türgech envahit le Tarim mais est battu par les Chinois en 736[1].
- Le Silla est le premier État de la péninsule coréenne unifiée après avoir reconquis les deux protectorats établis par les Chinois[2].
- À la mort du duc Eudes, duc d'Aquitaine, son fils Hunald Ier refuse de reconnaitre la suzeraineté de Charles Martel, qui intervient en Aquitaine (736)[3].
- Le gouverneur arabe de Narbonne, Jussef Ibn Abd-er-Rhaman s’empare d’Arles appuyé par les complicités qu’il trouve dans le pays[4]. La Bourgogne, récemment soumise par Charles Martel, est menacée.
- Expédition musulmane contre la Sardaigne[5].
- Harald Hildetand (dent de combat), roi semi-légendaire du Danemark, aurait selon Saxo Grammaticus été tué par son neveu Hringr à la bataille de Brávellir (près de Norrköping, en Suède)[6].

## Naissances en 735
- Alcuin, savant anglais[7].

## Décès en 735
- 26 mai : Bède le Vénérable, théologien anglais[8].
- Eudes d'Aquitaine
- Pehthelm, évêque de Whithorn.